# Conognatha magellanica
Conognatha magellanica es una especie de escarabajo del género Conognatha, familia Buprestidae. Fue descrita científicamente por Fairmaire en 1883.